# Kynnersley
Kynnersley is een civil parish in het Engelse graafschap Shropshire.